# Hunsrücker Geschichtsverein
Hunsrücker Geschichtsverein (em português: Sociedade Histórica de Hunsrück) é uma sociedade histórica que foi fundada em 1901 na cidade de Simmern, localizada na região de Hunsrück, no sudoeste da Alemanha. Após anos marcados por muitas mudanças, alterações identitárias, e de uniões com outras organizações durante tempos de guerra, a Sociedade Histórica de Hunsrück voltou a ser restaurada em 1958 sob seu nome original. Muito influente na sua presidência foi Ernst Siegel, professor ginasial da escola Herzog-Johann-Gymnasium de Simmern, quem nos anos seguintes liderou a instituição. 

## Âmbito de responsabilidades
As responsabilidades da sociedade foram delineadas na primeira publicação do jornal Heimatblätter de (1961), conforme transcrito a seguir: 
... die Liebe zur Hunsrücker Heimat zu wecken und zu vertiefen, die Geschichtskenntnisse auszubauen, die Heimatforschung anzuregen, zu unterstützen und zu fördern, die Sammlung von Archivalien, Funden, Quellen und Urkunden fortzusetzen und die Herausgabe von Schrifttum zu ermöglichen ...
... despertar e aprofundar o amor ao Hunsrück, promover os conhecimentos de sua história, incentivar pesquisas históricas, subsidiar e expandir a coleção de material, fontes bibliográficas, registros primários para os arquivos, fomentar financiamentos, e realizar a publicação de históricos ..."
As coleções no Hunsrück-Museum em Simmern remetem a uma chamada conduzida nos primórdios da sociedade.
Além de suas publicações a Sociedade Histórica de Hunsrück também oferece eventos com palestras e, adicionalmente, excursões a locais históricos.

## Sede, presidência, sócios/as
A sede da sociedade fica no polo regional de Simmern. A presidência desde 1982 está nas mãos do filho do último presidente da instituição, o Dr. Fritz Schellack, natural de Sprendlingen. Ele também é presidente do museu de Hunsrück localizado no castelo de Simmern. A sociedade tinha mais de seiscentos membros individuais em 2006, além de sócios na condição de pessoas jurídicas, ou seja, de comunidades, institutos, e bibliotecas.

## Publicações
A mais importante publicação da Sociedade Histórica do Hunsrück é o Hunsrücker Heimatblätter que desde 1961 acumulou mais de cento e quarenta edições multi-anuais. O chefe de redação a partir de 1961 foi Gustav Schellack, quem também foi seu presidente de 1963 a 1982. O atual chefe de redação do Heimatblätter é o Dr. Wolfgang Heinemann, natural de Simmern.
Além disso a sociedade também publica um caderno que até o momento já acumulou mais de quarenta monografias.

## Hunsrück e a América do Sul

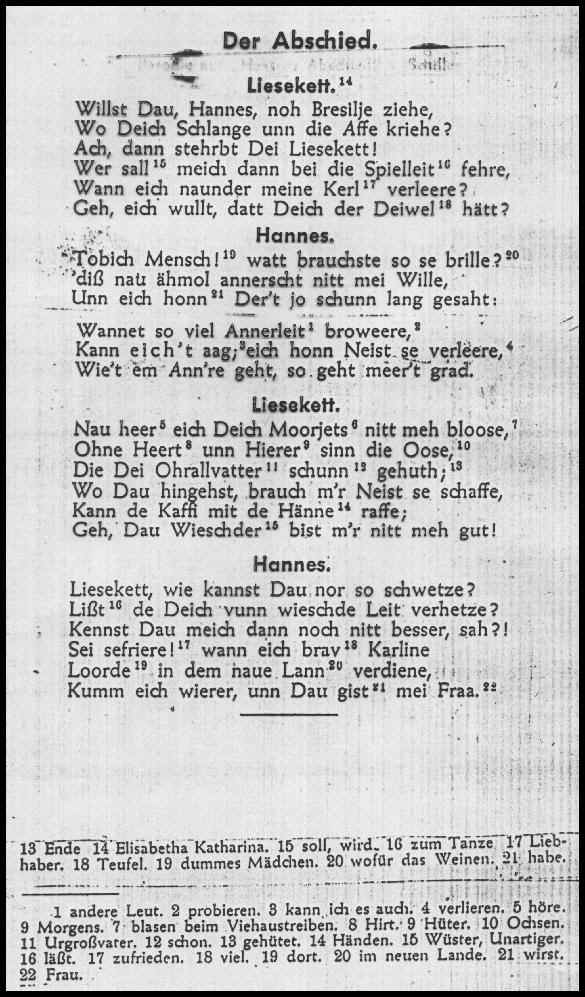
Die Abschied ('o adeus'), poesia de Peter Joseph Rottmann, escrita na Alemanha, em 1840.

Atualmente o dialeto/língua da região de Hunsrück continua sendo falado no Brasil em variantes regionais próprias nos estados do Espírito Santo, Paraná, Santa Catarina, e Rio Grande do Sul, onde se concentra o maior número de falantes (ver Riograndenser Hunsrückisch); notadamente, também há comunidades linguisticamente contíguas nas províncias de Misiones (província) e Corrientes, região vizinha do Rio Grande do Sul, no nordeste da Argentina; adicionalmente, em décadas recentes, muitos/as falantes do Riograndenser Hunsrückisch instalaram-se como novos agricultores no Paraguai.
O histórico poema Der Abschied  (O Adeus) pelo célebre autor alemão que escreveu em língua Hunsrücker Platt, Peter Joseph Rottmann, retrata exemplarmente esta conexão linguístico-cultural que existe até hoje entre a região de Hunsrück no sudoeste da Alemanha com a identidade da maioria dos/as teuto-brasileiros. Der Abschied, que foi publicado pela primeira vez em 1840, descreve a separação de um jovem casal apaixonado, quando o rapaz emigra de Hunsrück para o Brasil, no entanto, prometendo voltar para buscar a sua amada uma vez estabelecido na nova terra.